# Gail Blackburn
Gail Blackburn (26 gennaio 1955) è un'ex sciatrice alpina statunitense.

## Biografia
Sciatrice polivalente originaria di Brunswick, la Blackburn in Coppa del Mondo ottenne tre piazzamenti a punti: il primo il 31 gennaio 1975 a Chamonix in discesa libera (10ª), l'ultimo il 6 marzo 1976 a Copper Mountain in slalom speciale (8ª, suo miglior risultato nel circuito). In Can-Am Cup nella stagione 1976-1977 vinse la classifica  di discesa libera; non prese parte a rassegne olimpiche e non ottenne piazzamenti ai Campionati mondiali.

## Palmarès

### Coppa del Mondo
- Miglior piazzamento in classifica generale: 42ª nel 1976

### Can-Am Cup
- Vincitrice della classifica di discesa libera nel 1977[senza fonte]

### Campionati statunitensi
- 2 medaglie (dati parziali):
  - 1 oro (discesa libera[1] nel 1975)
  - 1 argento (discesa libera[2] nel 1972)